# Lichtmiskanaal

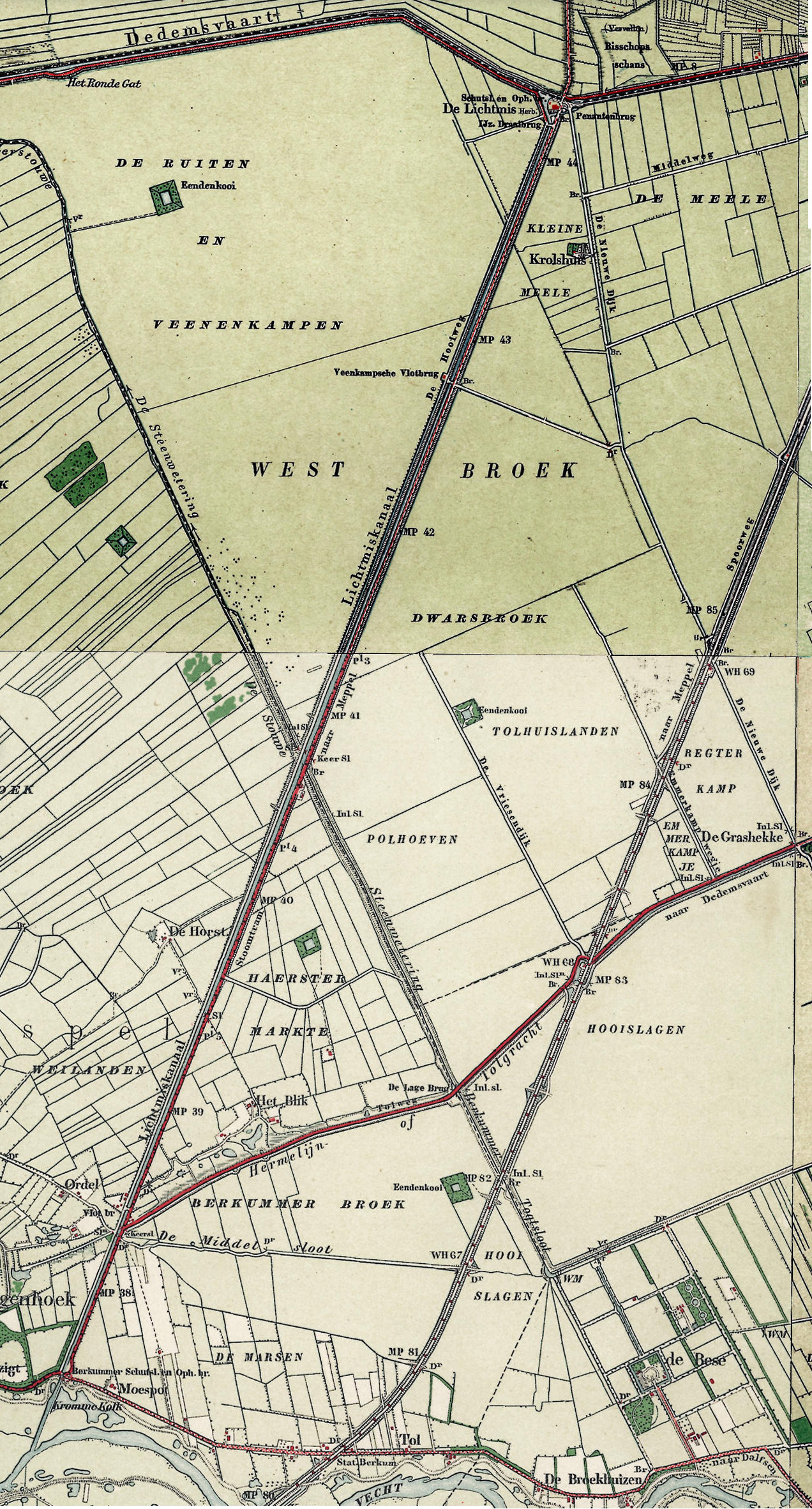
Locatie van het Lichtmiskanaal

Het Lichtmiskanaal was een 9 km lang kanaal in de Nederlandse provincie Overijssel, van de Dedemsvaart bij de buurtschap De Lichtmis naar de Vecht bij Bruggenhoek.
Het kanaal is aangelegd in 1854 onder leiding van de ingenieurs  Jean Frédéric Augier en Willem Jacob Backer. De aanleiding voor de aanleg van het kanaal was het verbeteren van het turftransport vanuit de Dedemsvaart naar Zwolle. In het kanaal bevonden zich vijf bruggen: 
- bij De Lichtmis een ijzeren draaibrug
- de Ruitenveenbrug
- bij de Meeleweg de Hooibrug
- bij de Steenwetering een ophaalbrug
- bij het Plankenloodsje een ophaalbrug

De laatste brug is voor 1940 vervangen door een dam, waarschijnlijk om in de winter het hoge water in de Vecht tegen te houden. Het Lichtmiskanaal is rond 1970 gedempt en de A28 is eroverheen aangelegd. 